# Alcudia (Comarca)
Die Comarca Alcudia ist eine der sieben Comarcas in der Provinz Ciudad Real der autonomen Gemeinschaft Kastilien-La Mancha.
Sie umfasst 14 Gemeinden auf einer Fläche von 3.496,27 km² mit dem Hauptort Almodóvar del Campo.

## Gemeinden
| Gemeinde                 | Einwohner (2024) | Fläche km² | Dichte Einw./km² | Cod INE | Postleitzahl |
| ------------------------ | ---------------- | ---------- | ---------------- | ------- | ------------ |
| Abenójar                 | 1.324            | 423,43     | 3                | 13001   | 13180        |
| Agudo                    | 1.604            | 229,96     | 7                | 13002   | 13410        |
| Alamillo                 | 461              | 67,29      | 7                | 13003   | 13413        |
| Almadén                  | 4.902            | 239,64     | 20               | 13011   | 13400        |
| Almadenejos              | 393              | 102,88     | 4                | 13012   | 13480        |
| Almodóvar del Campo      | 5.706            | 1.208,27   | 5                | 13015   | 13580        |
| Brazatortas              | 1.001            | 271,82     | 4                | 13024   | 13450        |
| Cabezarados              | 297              | 80,36      | 4                | 13025   | 13192        |
| Cabezarrubias del Puerto | 488              | 100,59     | 5                | 13026   | 13591        |
| Chillón                  | 1.773            | 207,78     | 9                | 13038   | 13412        |
| Guadalmez                | 707              | 71,99      | 10               | 13046   | 13490        |
| Hinojosas de Calatrava   | 508              | 102,52     | 5                | 13048   | 13590        |
| Saceruela                | 518              | 247,28     | 2                | 13073   | 13414        |
| Valdemanco del Esteras   | 163              | 142,46     | 1                | 13086   | 13411        |
| Comarca Alcudia          | 19.845           | 3.496,27   | 6                | –       | –            |